# Accident d'un hélicoptère d'Air Dynasty en 2019
Le 27 février 2019, l'Eurocopter AS350 B3e d'Air Dynasty transportant six passagers et un pilote devait effectuer un vol domestique affrété entre le temple Pathibhara Devi à Taplejung et Chuhandanda à Tehrathum, au Népal. L'hélicoptère s'est écrasé vers 13h30 (NPT) en raison du mauvais temps à Taplejung. Les sept personnes à bord, dont Rabindra Prasad Adhikari, ministre népalais du tourisme et de l'aviation civile, ont péri dans l'accident,.

## Contexte
Le ministre de la culture, du tourisme et de l'aviation civile du Népal, Rabindra Prasad Adhikari, s'est rendu à Taplejung pour inspecter l'aéroport en construction de Chuhandanda. Après avoir inspecté l'aéroport, les passagers et l'équipage sont allés visiter en hélicoptère l'un des temples les plus importants du Népal, le temple de Pathibhara Devi. Après avoir visité le temple, Adhikari et les autres passagers sont retournés à Chuhandanda à Tehrathum.

## Aéronef
L'appareil impliqué était un Eurocopter AS350 B3e portant l'immatriculation 9N-AMI. Il a été construit par Airbus Helicopters en 2017 et livré à Air Dynasty à l'état neuf.

## Passagers et équipage
À bord de l'hélicoptère se trouvaient, entre autres, le ministre Adhikari, Ang Tshering Sherpa, directeur général de Yeti Airlines et Air Dynasty, un collaborateur du Premier ministre Khadga Prasad Sharma Oli, deux représentants de l'Autorité de l'aviation civile du Népal, un membre du personnel de sécurité et le commandant de bord de l'appareil.

## Accident
L'accident d'hélicoptère s'est produit à Taplejung, au Népal, en raison de conditions météorologiques difficiles[10] et a coûté la vie aux sept personnes à bord, dont le ministre népalais du Tourisme et de l'Aviation civile, Rabindra Prasad Adhikari. Le pilote de l'hélicoptère a signalé de fortes chutes de neige dans la zone de l'aéroport et a déclaré qu'il n'était pas en mesure de rester en vol, selon le Kathmandu Post. Après l'incident, Air Dynasty a été informé à 13h30, heure normale du Népal (NPT).

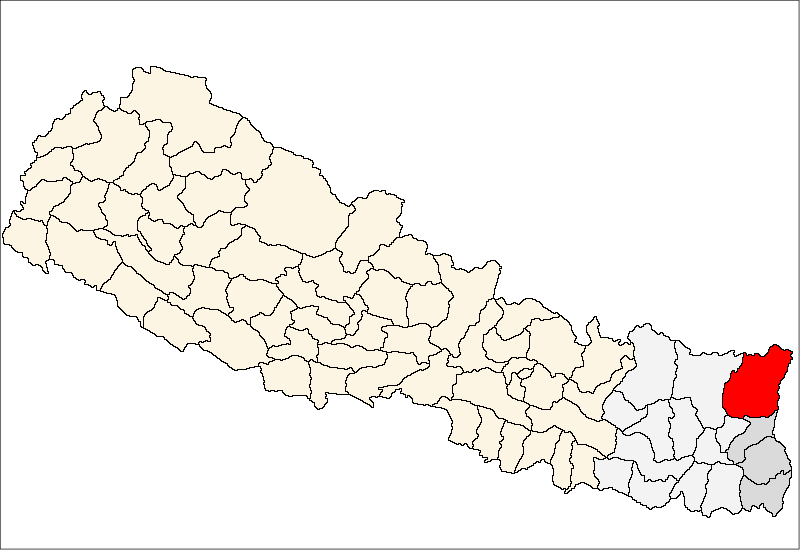
Carte du Népal avec le district de Taplejung en rouge

L'hélicoptère s'est écrasé à Sisne Khola, Pathibhara, Taplejung, Népal. La police népalaise a déclaré que Rabindra Adhikari et un autre passager étaient dans un état identifiable. Quelques instants après la disparition de l'hélicoptère, des habitants de Taplejung ont signalé à la police qu'ils avaient entendu une forte détonation et vu de la fumée et du feu dans la zone. Suraj Bhattarai, un témoin, a également signalé à la police que "l'hélicoptère était en morceaux et dispersé partout". L'hélicoptère a pris feu après avoir heurté Chuchche Dada et être tombé sur Sisne Khola.

## Conséquences
Le bureau du Premier ministre a déclaré que le 28 février 2019 serait un jour de deuil national au Népal pour rendre hommage aux personnes décédées dans l'accident d'hélicoptère. Le ministre népalais de l'Intérieur, Ram Bahadur Thapa, a déclaré que "tous les établissements d'enseignement, les bureaux du gouvernement et les missions diplomatiques resteront fermés et que le drapeau national sera mis en berne en signe de deuil", et que "le drapeau national sera mis en berne en signe de deuil".
Les corps de quatre personnes ont été transportés à l'aéroport de Suketar mercredi après-midi. Le chef du district de Taplejung, Anuj Bhandari, a déclaré : "Il y a eu de fortes chutes de neige. Nous n'avons pas pu sortir tous les corps. Nous essaierons à nouveau demain". Il a également ajouté qu'il était difficile de récupérer les corps sur le site de l'accident, celui-ci étant situé sur le flanc d'une colline.

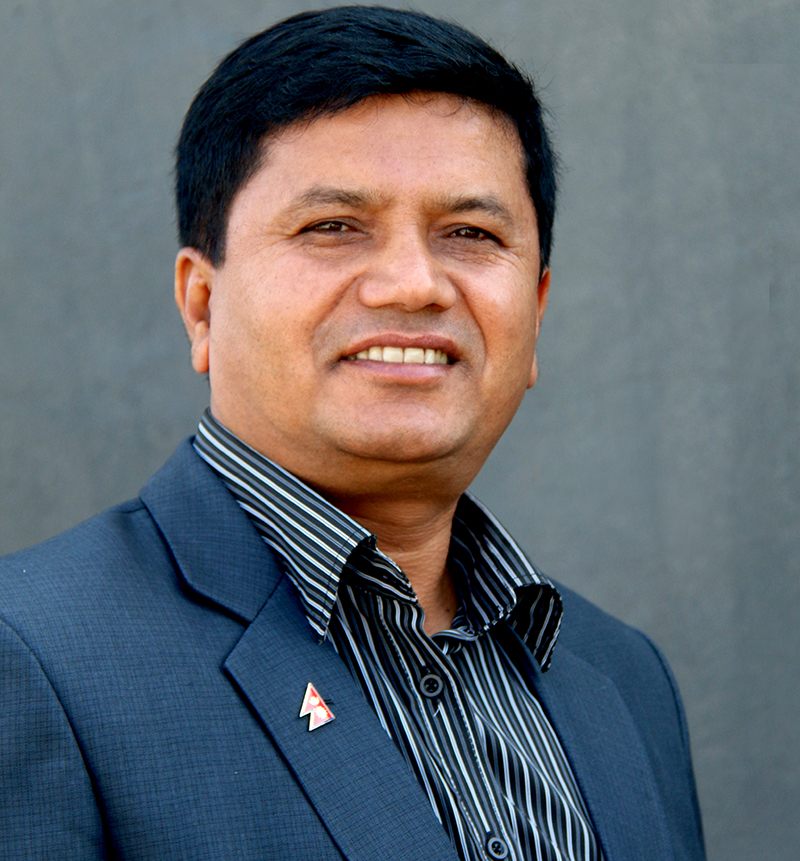
Le Premier Ministre népalais Rabindra Prasad Adhikari qui est mort dans cet accident

Le premier ministre népalais Khadga Prasad Oli et Pushpa Kamal Dahal ont déclaré aux médias : "Le pays a perdu un jeune leader fiable aux multiples possibilités avec le décès du ministre de la culture, du tourisme et de l'aviation civile Rabindra Adhikari".
En deuil de leur directeur général, Yeti Airlines et Tara Air ont annulé tous leurs vols le 1er mars 2019.
Les corps des passagers et du pilote ont été ramenés à Katmandou le 28 février à 12 h 10. Le Parti communiste népalais (PCN) a déclaré que tous les corps seraient incinérés avec les honneurs de l'État à Ramghat au Népal. Avant les funérailles, le corps d'Adhikari sera conservé au centre d'exposition de Nayabazar pour lui rendre hommage et son corps sera incinéré à Pokhara, au Népal.

## Enquête
Le 28 février, le gouvernement népalais a ouvert une enquête sur l'accident.
Quatre mois après l'accident, la commission d'enquête a publié un rapport préliminaire qui attribue la responsabilité de l'accident à des violations des procédures d'exploitation, telles qu'un déséquilibre des masses et un pilote inexpérimenté, ainsi qu'aux conditions météorologiques.